# Am Großen Bruch
Am Großen Bruch ist eine Gemeinde im Landkreis Börde in Sachsen-Anhalt. Im Ortsteil Hamersleben befindet sich eine Außenstelle der Verbandsgemeinde Westliche Börde.

## Geografie
Die Gemeinde Am Großen Bruch liegt zwischen der Stadt Oschersleben (Bode) und der niedersächsischen Landesgrenze. Der Name der Gemeinde in der westlichen Magdeburger Börde ist angelehnt an das Tal des Großen Bruches, einer 50 km langen Niederung, die – vom Großen Graben durchzogen – von der Oker im Westen bis zur Bode im Osten reicht. Das nördlich und südlich des Großen Bruches gelegene Gebiet ist durch fruchtbares Hügelland geprägt. Die Auen der Niederung, die früher durch undurchdringliche Sümpfe gekennzeichnet waren, werden heute als Weideland genutzt. Östlich von Neuwegersleben und Neudamm befindet sich ein etwa zehn Quadratkilometer großes Naturschutzgebiet.

## Gemeindegliederung
Als Ortsteile der Gemeinde sind ausgewiesen:
- Gunsleben
- Hamersleben
- Neuwegersleben
- Wulferstedt

## Geschichte
Die Gemeinde Am Großen Bruch entstand am 1. Juli 2004 aus dem freiwilligen Zusammenschluss der bis dahin selbständigen Gemeinden Gunsleben, Hamersleben und Neuwegersleben. Sie wurde am 1. Januar 2010 nochmals neu gegründet, indem sich die Gemeinden Am Großen Bruch und Wulferstedt zu einer neuen Gemeinde Am Großen Bruch zusammenschlossen.

## Politik

### Gemeinderat
Die Gemeinderatswahl 2019 erbrachte folgende Sitzverteilung:
- Bürgerinitiative Am Großen Bruch: 6 Sitze
- Wählergemeinschaft Zukunft Am Großen Bruch: 4 Sitze
- CDU: 2 Sitze
- FDP: ein Sitz
- AfD: ein Sitz

### Bürgermeister
Im Juli 2011 wurde Eva Stroka zur Bürgermeisterin gewählt. Ihr Nachfolger ist Klaus Graßhoff.

### Wappen
Das Wappen wurde am 22. Mai 2012 durch den Landkreis Börde genehmigt und unter der Nr. 2/2012 im Landesarchiv Sachsen-Anhalt registriert.
Blasonierung: „In Silber eine blaue Wellenleiste; oben vier an den Halmenden zu einer Garbe zusammengebundene rote Kornähren, unten auf gebogenem silbernen Schildgrund eine zweitürmige rote Klosterkirche mit Dachreiter und sieben Rundbogenfenstern.“
Die räumliche Teilung durch das gleichnamige ehemalige Sumpfgebiet prägt hier die heutige Landschaft. So waren einzelne Gemeindeteile bis zum Bau des neuen Dammes bei Neuwegersleben nur mit einer Fähre zu erreichen. Diese räumliche Teilung ist durch die blaue Wellenleiste wiedergegeben, die den Schild räumlich unterteilt. Es steht gleichzeitig als Sinnbild für das Große Bruch, das auch der Gemeinde ihren Namen gegeben hat.
Die Farbgebung in rot und silber bzw. rot und weiß orientiert sich sowohl an den Farben des ehemaligen Bistums Halberstadt, zudem alle Gemeindeteile und auch das Kloster in Hamersleben gehört haben, als auch an den Farben der bestehenden historischen Ortswappen, die mehrheitlich diese Farben zeigen.
Die Kornähren sind sowohl als Symbole für den besonders fruchtbaren Börde-Boden der Gemeindeteile zu sehen als auch in ihrer Zahl symbolisch für jeden der vier Ortsteile. Nebenher besteht eine gewisse historische Kontinuität darin, dass auch im Wappen der vorhergehenden Verwaltungseinheit die Kornähren eine tragende Rolle spielten. Der sie umgebende Ring steht für den Zusammenschluss der Gemeinden in der neuen Verwaltung.
Das darunter liegende Kloster steht auf einem gebogenen Schildgrund. Es stellt in stilisierter Form das ehemalige Kloster St. Pankratius im Ortsteil Hamersleben dar, welches ebenso höher gelegen ist als die anderen Gemeindeteile. Es handelt sich um die Ansicht von Osten her, die gewählt wurde, da besonders der Ostchor das Kloster in seinem Hirsauer Baustil unverwechselbar macht und somit den Wiedererkennungswert der originalen Bausubstanz im stilisierten Wappen möglich macht.
Das ehemalige Augustiner Chorherrenstift begeht 2012 das 900. Jubiläum seiner Gründung. Es ist in der Landschaft schon von weitem her aus allen Richtungen zu sehen und es dominierte und prägte bis zu seiner Säkularisation im Jahr 1805 auch historisch gesehen alle Teile der heutigen Gemeinde. So verdankt z. B. der Ortsteil Neuwegersleben seine Gründung und den mehrfachen Wiederaufbau allein dem Wirken der Chorherren im Kloster zu Hamersleben, das baugeschichtlich und gesellschaftlich in seiner Blütezeit bis weit über die heutigen Landesgrenzen, ja sogar europaweite Ausstrahlung genoss.
Das Wappen wurde vom Hallenser Historiker und Heraldiker Marc-Robert Wistuba entworfen.

## Wirtschaft und Infrastruktur

### Ansässige Betriebe
In der Gemeinde ist eine Agrargenossenschaft ansässig, des Weiteren bestehen einige Handwerksbetriebe (Elektroinstallation, Baugeschäft, Ingenieurbüro). Hamersleben ist Grundschulstandort.

### Verkehrsanbindung
Die Ortsteile Hamersleben und Neuwegersleben liegen an der Bundesstraße 245, der Ortsteil Gunsleben etwa fünf Kilometer westlich an der parallel verlaufenden Landesstraße von Wackersleben nach Halberstadt. Über Hornhausen führt die B 246 zur rund zehn Kilometer entfernten Stadt Oschersleben (Bode). Der nächste Bahnhof ist Oschersleben (Bode) an der Bahnstrecke Magdeburg–Halberstadt. Die Bahnstrecke Oschersleben–Gunsleben wurde am 1. Juni 1992 eingestellt und ist in Teilen entwidmet.
Alle vier Ortsteile liegen an der Südroute der Straße der Romanik.

## Sehenswürdigkeiten
- Kloster Hamersleben mit der Stiftskirche St. Pankratius
- Telegrafenhaus in Neuwegersleben – eine der letzten in der Bausubstanz weitgehend erhaltene Station der Preußischen optischen Telegrafenlinie Berlin – Coblenz (betrieben von 1833 bis 1848), die nun rekonstruiert wurde und als Museum dient.
- Altes Fährhaus in Neudamm 7. Am östlichen Giebel des Gebäudes befindet sich, sehr fein gearbeitet, eine Wappentafel mit Bildnis und dazugehöriger Inschrift des Erzbischofs Sigismund von Brandenburg (1538–1566).[7]

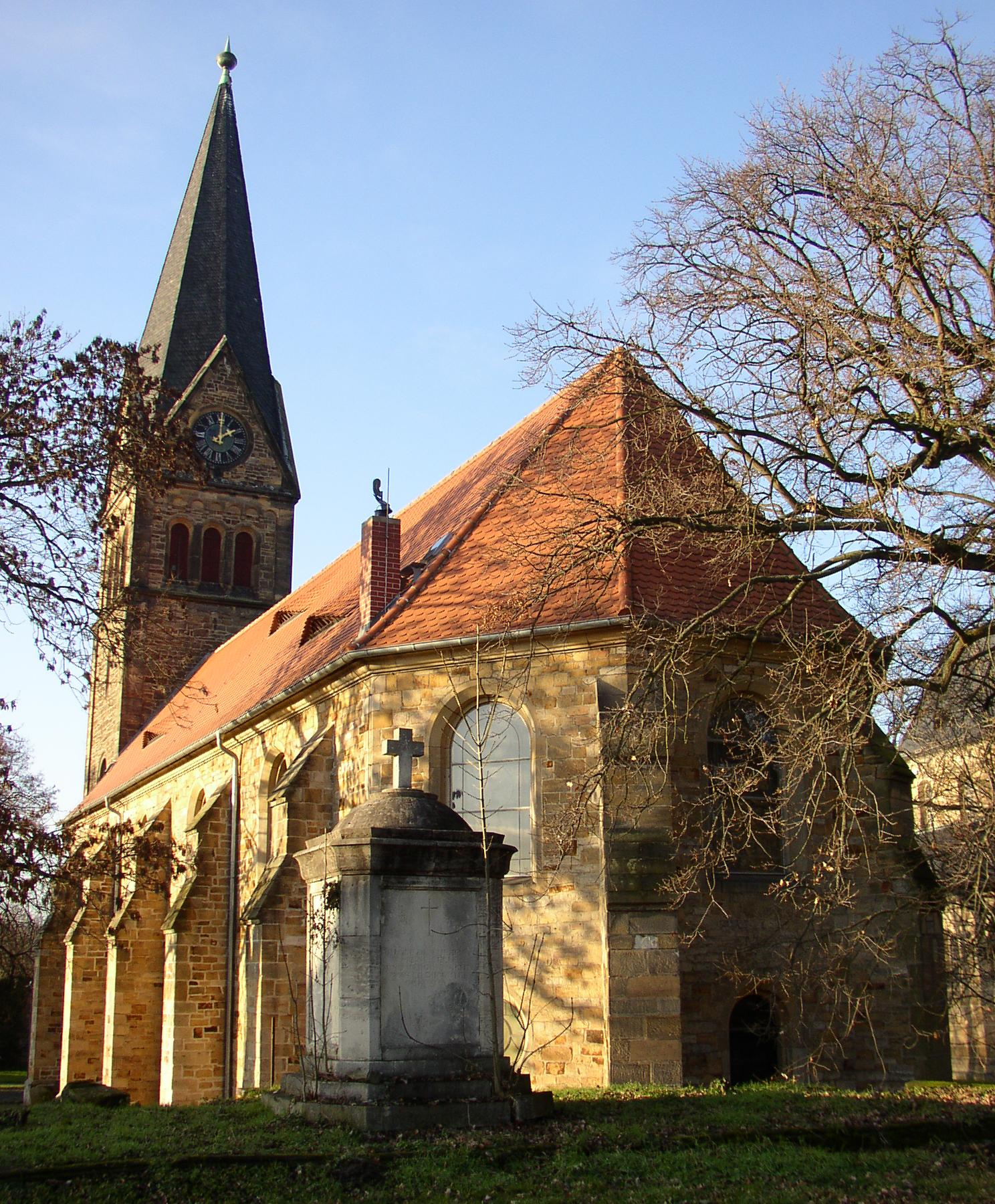
Kirche in Hamersleben
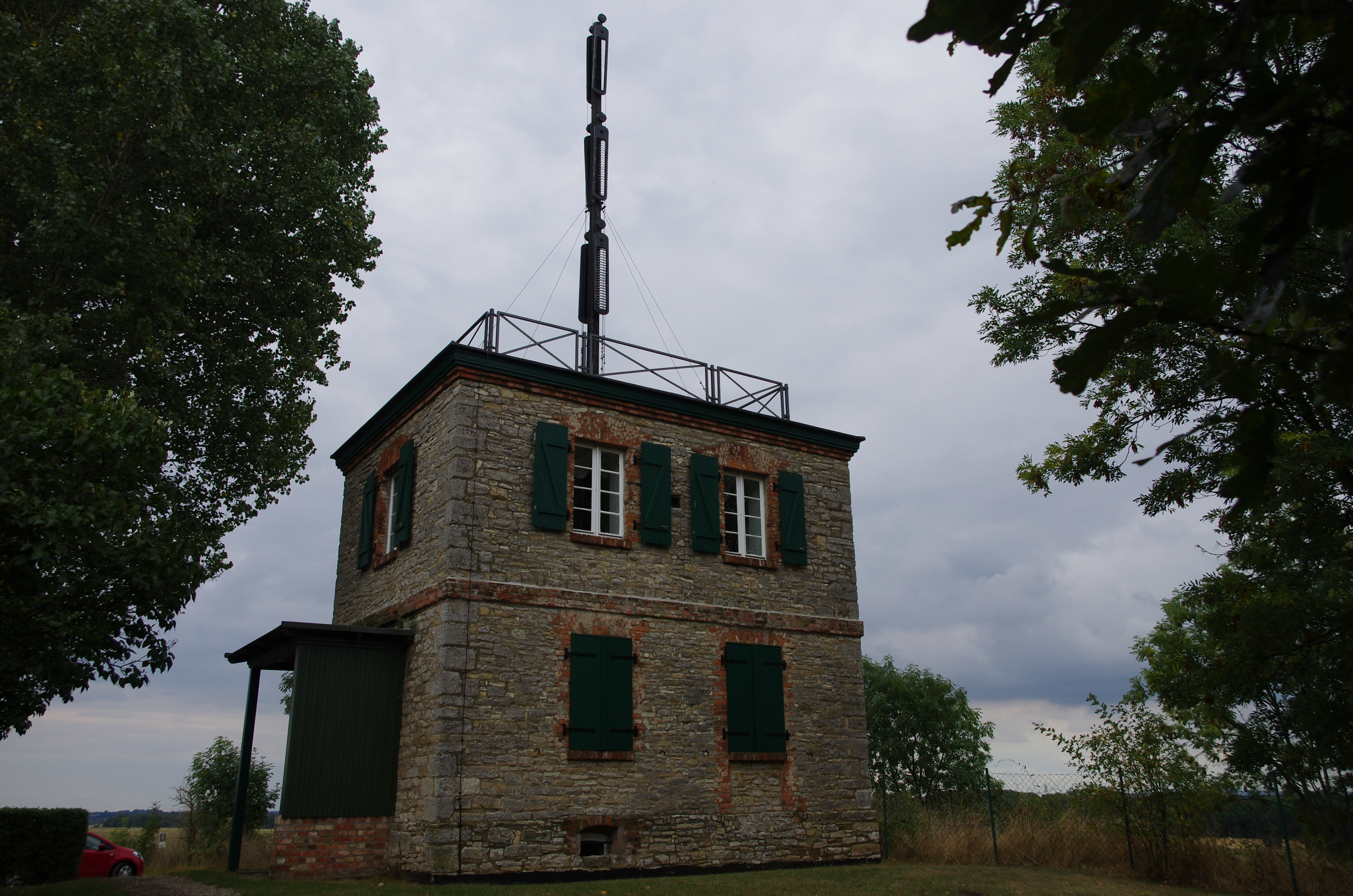
Telegrafenstation Neuwegersleben
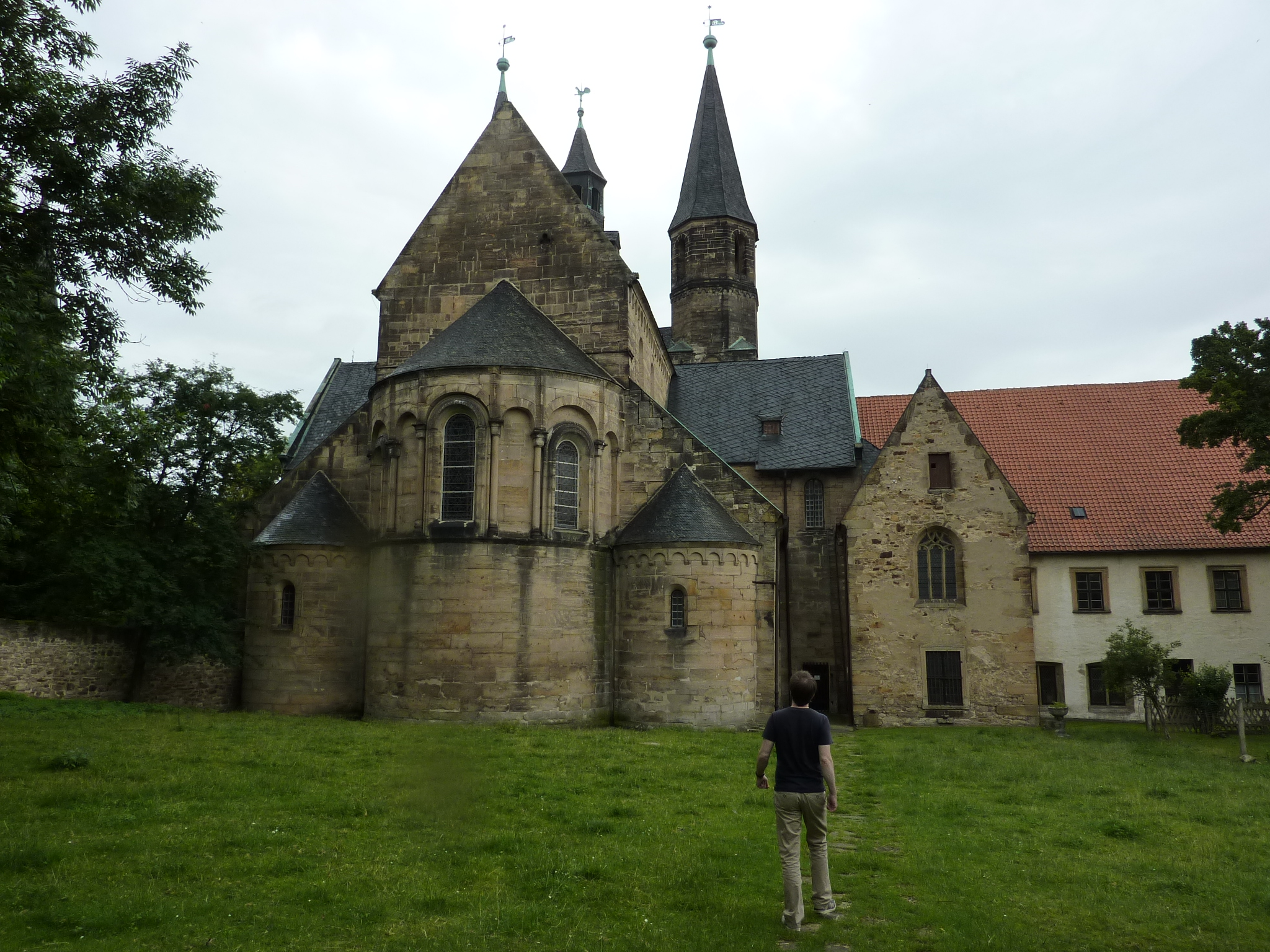
Kloster Hamersleben St. Pankratius
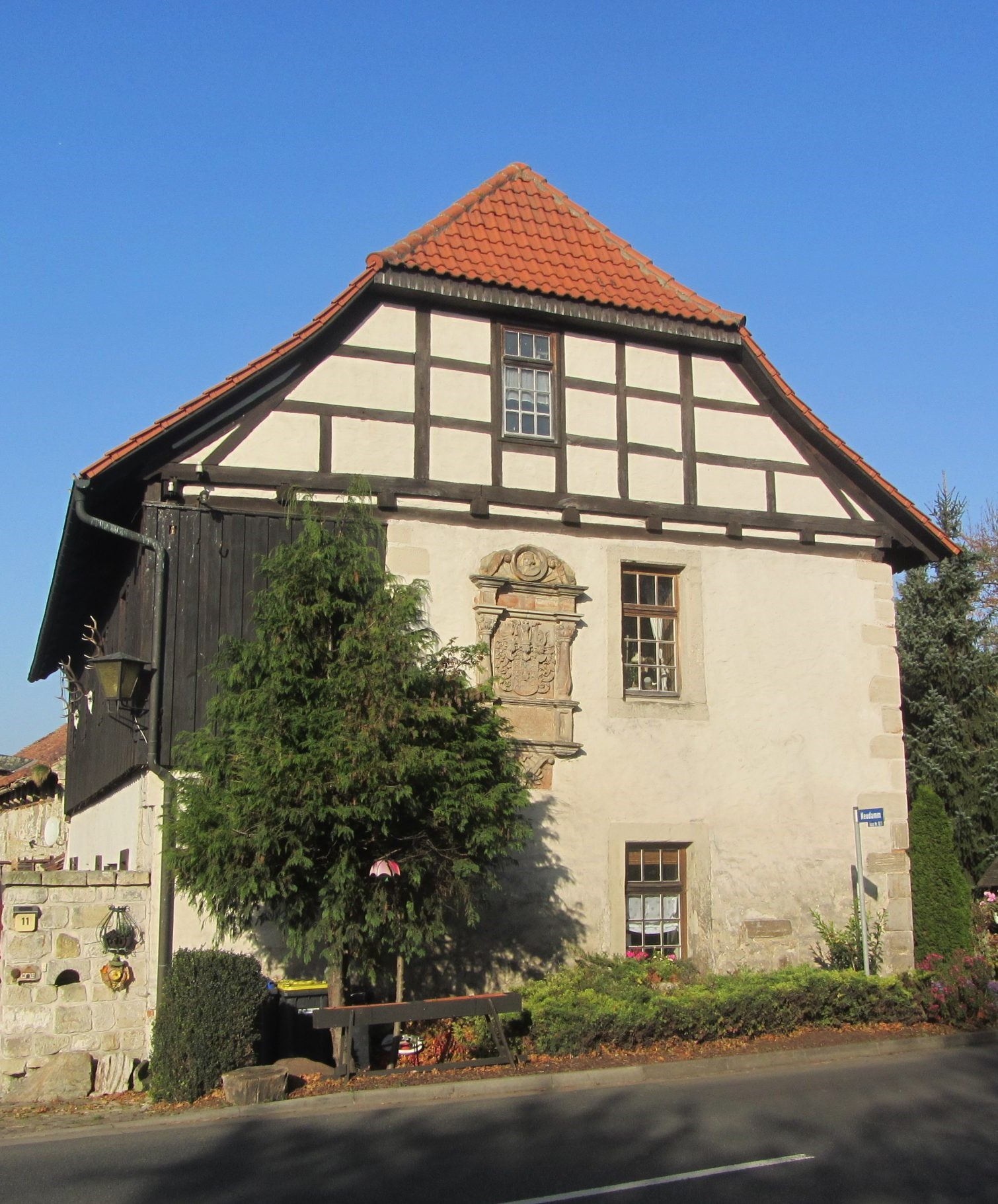
Altes Fährhaus in Neudamm 7

Die Kulturdenkmale der Gemeinde sind im Liste der Kulturdenkmale in Am Großen Bruch eingetragen, die Bodendenkmale in der Liste der Bodendenkmale in Am Großen Bruch.